# Stenocercus limitaris
Stenocercus limitaris este o specie de șopârle din genul Stenocercus, familia Tropiduridae, descrisă de Cadle 1998. Conform Catalogue of Life specia Stenocercus limitaris nu are subspecii cunoscute.